# Scheid (Zwitserland)
Scheid (Retoromaans: Sched) is een plaats en voormalige gemeente in het Zwitserse kanton Graubünden en maakt sinds 2015 deel uit van de gemeente Domleschg. Van 2009 tot 2015 behoorde het tot de gemeente Tomils.
Scheid telde eind 2007 148 inwoners.
- Gemeinsame Normdatei: 4796777-8
- Historisch woordenboek van Zwitserland: 001479
- Virtual International Authority File: 294145857877823020922